# Стадіони Києва
У цій статті подається список стадіонів міста Києва, на яких можуть проводитися змагання з футболу, регбі, бейсболу та інших видів спорту, за винятком міні-футбольних та тренувальних майданчиків.

## Сучасні стадіони
| Назва                                           | Адреса                                                  | Координати                                                                      | Фото                               | Кількість глядачів | Покриття й розміри поля                                  | Використання |
| ----------------------------------------------- | ------------------------------------------------------- | ------------------------------------------------------------------------------- | ---------------------------------- | ------------------ | -------------------------------------------------------- | --- |
| НСК «Олімпійський»                              | вул. Велика Васильківська, 55                           | 50°26′0.28″ пн. ш. 30°31′18.64″ сх. д. / 50.4334111° пн. ш. 30.5218444° сх. д.  | НСК «Олімпійський»                 | 70 050             | трав'яне 105 × 68 м                                      | Відкритий після реконструкції 8 жовтня 2011 року. Приймав матчі Євро-2012, домашні матчі збірної України з футболу і київського «Динамо», а також змагання з легкої атлетики. |
| «Динамо» ім. Валерія Лобановського              | вул. Грушевського, 3                                    | 50°27′1.57″ пн. ш. 30°32′6.64″ сх. д. / 50.4504361° пн. ш. 30.5351778° сх. д.   | «Динамо» ім. Валерія Лобановського | 16 873             | трав'яне 105 × 68 м                                      | Приймає всі домашні матчі київського «Динамо», приймав деякі ігри збірної України з футболу.                                                                                  |
| ЦСК ЗСУ (ЦСКА)                                  | просп. Повітряних Сил, 8                                | 50°26′40.98″ пн. ш. 30°28′42.38″ сх. д. / 50.4447167° пн. ш. 30.4784389° сх. д. | ЦСКА                               | 12 000             | трав'яне 104 × 69 м земляне 104 × 69 м гарове 104 × 69 м | Приймав домашні матчі ЦСКА, наразі приймає матчі аматорських змагань. Має також два тренувальні поля.                                                                         |
| «Схід» («Восход»)                               | вул. Привокзальна, 12-а                                 | 50°25′35.9″ пн. ш. 30°38′34.8″ сх. д. / 50.426639° пн. ш. 30.643000° сх. д.     | «Схід»                             | 10 000             | земляне 105 × 68 м                                       | Приймає матчі чемпіонату Києва. |
| НАУ                                             | просп. Гузара, 1                                        | 50°26′7.2″ пн. ш. 30°25′25.7″ сх. д. / 50.435333° пн. ш. 30.423806° сх. д.      | НАУ                                | 7500               | земляне                                                  | Приймає матчі студентських змагань. |
| «Оболонь-Арена»                                 | вул. Північна, 26-а                                     | 50°31′37.40″ пн. ш. 30°30′27″ сх. д. / 50.5270556° пн. ш. 30.50750° сх. д.      | Оболонь-Арена                      | 5103               | трав'яне 105 × 68 м                                      | Приймає всі домашні матчі «Оболоні» та деякі ігри молодіжної збірної України з футболу.                                                                                       |
| «Спартак»                                       | вул. Кирилівська, 105                                   | 50°28′59.56″ пн. ш. 30°28′29.47″ сх. д. / 50.4832111° пн. ш. 30.4748528° сх. д. | «Спартак»                          | 5000               | трав'яне 104 × 75 м                                      | Приймає матчі збірної України та чемпіонату України з регбі. |
| «Економіст»                                     | вул. Цедіка, 18                                         | 50°27′31.1″ пн. ш. 30°25′59.2″ сх. д. / 50.458639° пн. ш. 30.433111° сх. д.     | «Економіст»                        | 4500               | трав'яне 105 × 68 м                                      | Приймає матчі КНЕУ в студентських змаганнях. |
| «Піонер»                                        | вул. Мрії, 22-д                                         | 50°28′42″ пн. ш. 30°24′4.3″ сх. д. / 50.47833° пн. ш. 30.401194° сх. д.         | «Піонер»                           | 3400               | трав'яне 105 × 68 м                                      | Приймає матчі чемпіонату Києва та шкільних змагань. |
| МСЯ НТУУ «КПІ»                                  | просп. Берестейський, 37                                | 50°26′56.9″ пн. ш. 30°27′17.5″ сх. д. / 50.449139° пн. ш. 30.454861° сх. д.     | МСЯ НТУУ «КПІ»                     | 3000               | штучне 82 × 45 м                                         | Приймає матчі внутрішньоуніверситетських змагань. |
| «Партизанська слава»                            | вул. Тростянецька, 60                                   | 50°25′17.3″ пн. ш. 30°39′51.7″ сх. д. / 50.421472° пн. ш. 30.664361° сх. д.     | «Партизанська слава»               | 3000               | земляне 90 × 60 м гарове                                 | Приймає матчі чемпіонату Києва. Має також тренувальне поле. |
| «Старт»                                         | вул. Шолуденка, 28/4                                    | 50°27′21.6″ пн. ш. 30°28′52.3″ сх. д. / 50.456000° пн. ш. 30.481194° сх. д.     | «Старт»                            | 3000               | трав'яне 102 × 72 м                                      | Приймає матчі чемпіонату Києва. |
| «Наука»                                         | бульв. Академіка Вернадського, 32                       | 50°28′2.9″ пн. ш. 30°22′15.1″ сх. д. / 50.467472° пн. ш. 30.370861° сх. д.      | «Наука»                            | 3000прим. 1        | трав'яне                                                 | Приймає матчі чемпіонату України з регбі. |
| «Дніпровець» (ДВРЗ)                             | вул. Алматинська, 60                                    | 50°27′2.1″ пн. ш. 30°40′46.7″ сх. д. / 50.450583° пн. ш. 30.679639° сх. д.      | «Дніпровець»                       | 2850               | трав'яне 105 × 68 м                                      | Приймає матчі чемпіонату Києва. |
| «Арсенал»                                       | вул. Грушевського, 34                                   | 50°26′32.67″ пн. ш. 30°32′26.65″ сх. д. / 50.4424083° пн. ш. 30.5407361° сх. д. | «Арсенал»                          | 2520               | трав'яне 105 × 70 м                                      | Мав трибуну на 3000 місць у занедбаному стані та тимчасову трибуну на 200 місць. Перебуває на реконструкції.                                                                  |
| «Темп»                                          | вул. Авіаконструкторська, 10-а                          | 50°27′39″ пн. ш. 30°23′4.8″ сх. д. / 50.46083° пн. ш. 30.384667° сх. д.         | «Темп»                             | 2400               | трав'яне 102 × 68 м штучне 94 × 54 м                     | Відкритий після реконструкції 2019, до реконструкції вміщував 3230 глядачів. Приймає всі домашні матчі ДЮСШ № 26 в юнацьких змаганнях. Має також тренувальне поле.            |
| КНУ імені Шевченка                              | просп. Глушкова, 2-б                                    | 50°23′5″ пн. ш. 30°28′22″ сх. д. / 50.38472° пн. ш. 30.47278° сх. д.            | КНУ імені Шевченка                 | 2100               | штучне 103 × 68 м                                        | Приймає матчі КНУ в студентських змаганнях. |
| «Єдність»                                       | просп. Оболонський, 32-д                                | 50°31′4.7″ пн. ш. 30°30′21.1″ сх. д. / 50.517972° пн. ш. 30.505861° сх. д.      | «Єдність»                          | 2000               | трав'яне 105 × 68 м                                      | Приймає матчі чемпіонату Києва. |
| НТК ім. Віктора Баннікова                       | пров. Лабораторний, 7-б                                 | 50°25′44.5″ пн. ш. 30°31′31″ сх. д. / 50.429028° пн. ш. 30.52528° сх. д.        | НТК ім. Віктора Баннікова          | 1678               | трав'яне 110 × 68 м                                      | Приймає деякі ігри юнацької збірної України з футболу, окремі матчі професіональних футбольних клубів (зокрема, «Локомотива» та ЮКСА).                                        |
| «Локомотив»                                     | пров. Стадіонний, 10/2                                  | 50°26′19.8″ пн. ш. 30°28′51.9″ сх. д. / 50.438833° пн. ш. 30.481083° сх. д.     | «Локомотив»                        | 1631               | штучне 101 × 69 м                                        | Приймає матчі «Локомотива» в чемпіонаті Києва. |
| ВПУ-25 («Олімп»)                                | вул. Старосільська, 2                                   | 50°28′31.8″ пн. ш. 30°35′36.2″ сх. д. / 50.475500° пн. ш. 30.593389° сх. д.     |                                    | 1500               | земляне 90 × 50 м                                        | Приймає матчі чемпіонату Києва та студентських змагань. |
| КВПУБД                                          | вул. Шепелєва, 3                                        | 50°25′16.8″ пн. ш. 30°25′50.4″ сх. д. / 50.421333° пн. ш. 30.430667° сх. д.     | КВПУБД                             | 1500               | трав'яне                                                 | Приймає матчі аматорських змагань. |
| «Металіст» («Відрадний»)                        | вул. Скакуна, 26                                        | 50°26′9.3″ пн. ш. 30°24′14″ сх. д. / 50.435917° пн. ш. 30.40389° сх. д.         | «Металіст»                         | 1500               | трав'яне 105 × 68 м                                      | Приймає домашні матчі футбольної школи «Відрадний» та матчі чемпіонату Києва.                                                                                                 |
| НУБіП                                           | вул. Героїв Оборони, 18                                 | 50°22′58.2″ пн. ш. 30°29′55.5″ сх. д. / 50.382833° пн. ш. 30.498750° сх. д.     | НУБіП                              | 1500               | трав'яне 102 × 64 м                                      | Приймає матчі чемпіонату Києва та НУБіП у студентських змаганнях. |
| ОФК ім. Івана Піддубного (РВУФК, ОКІП)          | вул. Іваниса, 4                                         | 50°28′7.3″ пн. ш. 30°38′29.7″ сх. д. / 50.468694° пн. ш. 30.641583° сх. д.      | ОФК ім. І. Піддубного              | 1500               | трав'яне 105 × 68 м земляне 104 × 62 м                   | Приймає всі домашні матчі команд ОФК ім. Івана Піддубного у юнацьких змаганнях і матчі чемпіонату Києва. Має також два тренувальні поля.                                      |
| «Вимпел»                                        | вул. Бориспільська, 30-а                                | 50°25′26.3″ пн. ш. 30°41′26.6″ сх. д. / 50.423972° пн. ш. 30.690722° сх. д.     | «Вимпел»                           | ~1500              | земляне 105 × 62 м                                       | Приймає матчі чемпіонату Києва. |
| НУОУ                                            | просп. Повітряних Сил, 28                               | 50°26′1.7″ пн. ш. 30°27′45.4″ сх. д. / 50.433806° пн. ш. 30.462611° сх. д.      | НУОУ                               | ~1500              | трав'яне 115 × 68 м                                      | Приймає матчі чемпіонату України з регбі та студентських змагань. |
| КНУБА-Арена                                     | вул. Освіти, 3                                          | 50°25′31.8″ пн. ш. 30°28′6.2″ сх. д. / 50.425500° пн. ш. 30.468389° сх. д.      | КНУБА-Арена                        | 1000               | штучне 105 × 68 м                                        | Відкритий після реконструкції 2021. Приймає матчі аматорських змагань та КНУБА в студентських змаганнях.                                                                      |
| Деснянський районний стадіон («Спорт для всіх») | вул. Рейгана, 2-б                                       | 50°30′7″ пн. ш. 30°36′27″ сх. д. / 50.50194° пн. ш. 30.60750° сх. д.            | Деснянський районний стадіон       | 800                | штучне 90 × 52 м                                         | Реконструйований у 2014-2019 роках, до реконструкції вміщував 1500 глядачів. Приймає матчі чемпіонату Києва.                                                                  |
| АТЕК                                            | вул. Чистяківська, 20                                   | 50°27′9.1″ пн. ш. 30°23′47.7″ сх. д. / 50.452528° пн. ш. 30.396583° сх. д.      | АТЕК                               | ~800               | трав'яне 105 × 68 м                                      | Не може приймати офіційних матчів через неприйнятний стан поля (трав'яне покриття присутнє лише на половині поля).                                                            |
| НТБ «Динамо» в Конча-Заспі                      | Столичне шосе, 45                                       | 50°19′19.6″ пн. ш. 30°34′5.9″ сх. д. / 50.322111° пн. ш. 30.568306° сх. д.      | НТБ «Динамо» в Конча-Заспі         | 750 504 350        | трав'яне 105 × 68 м штучне 105 × 68 м                    | Приймає домашні матчі молодіжного складу київського «Динамо». Має 7 відкритих полів (з них 4 з трибунами) та 1 поле в критому манежі.                                         |
| «Поділ-Арена» (школи № 243)                     | вул. Новомостицька, 10                                  | 50°29′59″ пн. ш. 30°25′57.2″ сх. д. / 50.49972° пн. ш. 30.432556° сх. д.        | «Поділ-Арена»                      | 743                | штучне 102 × 68 м                                        | Реконструйований у 2017-2019 роках, до реконструкції вміщував 1500 глядачів. Приймає всі домашні матчі жіночого клубу «Поділ».                                                |
| «Зміна»                                         | вул. Йорданська, 24-а                                   | 50°29′59.3″ пн. ш. 30°30′28.1″ сх. д. / 50.499806° пн. ш. 30.507806° сх. д.     |                                    | 550                | трав'яне 105 × 70 м                                      | Приймає деякі домашні матчі футбольної школи «Зміна-Оболонь» у ДЮФЛ та матчі чемпіонату Києва.                                                                                |
| Школи № 256                                     | вул. Озерна (Оболонь), 2-а                              | 50°31′24.2″ пн. ш. 30°29′10.9″ сх. д. / 50.523389° пн. ш. 30.486361° сх. д.     |                                    | 504                | штучне 96 × 63 м                                         | Приймає матчі чемпіонату Києва. |
| «Політ»                                         | просп. Повітряних Сил, 80                               | 50°24′55.5″ пн. ш. 30°26′36″ сх. д. / 50.415417° пн. ш. 30.44333° сх. д.        |                                    | 500                | трав'яне 105 × 68 м                                      | Приймає матчі чемпіонату Києва. |
| НСБОП «Святошин»                                | вул. Українського відродження, 19 км Житомирського шосе | 50°27′20″ пн. ш. 30°15′43″ сх. д. / 50.45556° пн. ш. 30.26194° сх. д.           |                                    | 500                | трав'яне 105 × 68 м                                      | Навчально-спортивна база олімпійської підготовки. Тимчасово використовується для тренувань донецького «Шахтаря».                                                              |
| «Русанівець»                                    | бульв. Шамо, 10                                         | 50°26′21.7″ пн. ш. 30°35′58″ сх. д. / 50.439361° пн. ш. 30.59944° сх. д.        | «Русанівець»                       | 480                | штучне 90 × 60 м                                         | Приймає всі домашні матчі жіночого клубу «Атекс». |
| «Зірка-Оболонь» (школи № 231)                   | вул. Богатирська, 2-в                                   | 50°30′45″ пн. ш. 30°29′9″ сх. д. / 50.51250° пн. ш. 30.48583° сх. д.            | «Зірка-Оболонь»                    | 416                | штучне 105 × 68 м                                        | Приймає матчі чемпіонату Києва, деякі домашні матчі футбольної школи «Зміна-Оболонь» у ДЮФЛ та Університету ім. Грінченка в студентських змаганнях.                           |
| ЦФВС НТУУ «КПІ»                                 | вул. Верхньоключова, 1/26 (вул. Польова, 38/1)          | 50°26′31.9″ пн. ш. 30°26′50.8″ сх. д. / 50.442194° пн. ш. 30.447444° сх. д.     | ЦФВС НТУУ «КПІ»                    | ~400               | штучне 90 × 60 м                                         | Приймає матчі чемпіонату Києва та НТУУ «КПІ» в студентських змаганнях. |
| «Атлет» («Дружба»)                              | вул. Зрошувальна, 4-а                                   | 50°26′2.5″ пн. ш. 30°40′10.1″ сх. д. / 50.434028° пн. ш. 30.669472° сх. д.      |                                    | 300                | штучне 103 × 68 м                                        | Приймає всі домашні матчі «Атлета», його юнацьких команд у ДЮФЛ та ПВНЗ «Київський медичний університет» у студентських змаганнях. До реконструкції вміщував 100 глядачів.    |
| «Нивки»                                         | вул. Салютна, 40                                        | 50°28′23.2″ пн. ш. 30°25′18.7″ сх. д. / 50.473111° пн. ш. 30.421861° сх. д.     | «Нивки»                            | 300                | трав'яне 105 × 68 м штучне 105 × 68 м                    | Приймає всі домашні матчі юнацьких команд київського «Динамо» у ДЮФЛ. Має також тренувальне поле.                                                                             |
| КДЮСШ «Чемпіон»                                 | вул. Архітектора Вербицького, 23                        | 50°24′37.7″ пн. ш. 30°39′17.5″ сх. д. / 50.410472° пн. ш. 30.654861° сх. д.     | КДЮСШ «Чемпіон»                    | 300                | штучне 100 × 55 м                                        | Приймає всі домашні матчі КДЮСШ «Чемпіон» у чемпіонаті Києва. |
| КНТЕУ                                           | вул. Мілютенка, 6-а                                     | 50°28′1″ пн. ш. 30°28′12″ сх. д. / 50.46694° пн. ш. 30.47000° сх. д.            | КНТЕУ                              | ~300               | штучне 98 × 58 м                                         | Приймає всі домашні матчі ФК КНТЕУ в аматорських та студентських змаганнях.                                                                                                   |
| «Перспектива» (шкіл № 194 та № 252)             | вул. Героїв Дніпра, 10-б                                | 50°31′2.6″ пн. ш. 30°29′41.5″ сх. д. / 50.517389° пн. ш. 30.494861° сх. д.      | «Перспектива»                      | 250                | штучне 105 × 68 м                                        | Реконструйований 2020 року. Приймає матчі аматорських змагань. |
| ДЮСШ-15                                         | вул. Героїв Маріуполя, 7-а                              | 50°22′49.2″ пн. ш. 30°27′7.9″ сх. д. / 50.380333° пн. ш. 30.452194° сх. д.      | ДЮСШ-15                            | 200                | штучне 98 × 60 м                                         | Приймає всі домашні матчі команд ДЮСШ-15 у чемпіонаті Києва. |
| ДЮСШ-17 (школи № 254)                           | вул. Симиренка, 5-б                                     | 50°24′50.7″ пн. ш. 30°24′4.6″ сх. д. / 50.414083° пн. ш. 30.401278° сх. д.      | ДЮСШ-17                            | 200                | штучне 100 × 68 м                                        | Приймає матчі чемпіонату Києва. |
| КВПУ БА                                         | вул. Клавдіївська, 24                                   | 50°28′46.8″ пн. ш. 30°20′54.9″ сх. д. / 50.479667° пн. ш. 30.348583° сх. д.     |                                    | 200                | гарове                                                   | Приймає матчі аматорських змагань, раніше приймав матчі чемпіонату Києва. |
| «Медприлад» (шкіл № 214 та № 225)               | просп. Оболонський, 9-б                                 | 50°30′25.4″ пн. ш. 30°29′42.6″ сх. д. / 50.507056° пн. ш. 30.495167° сх. д.     | «Медприлад»                        | 200                | земляне 105 × 68 м                                       | Перебуває на реконструкції, прийматиме матчі чемпіонату Києва. |
| КНУТД                                           | вул. Мала Шияновська, 2                                 | 50°25′56.9″ пн. ш. 30°32′9″ сх. д. / 50.432472° пн. ш. 30.53583° сх. д.         | КНУТД                              | ~200               | земляне                                                  | Приймає матчі аматорських та студентських змагань. |
| Парку «Муромець»                                | Парк «Муромець»                                         | 50°29′47″ пн. ш. 30°32′20″ сх. д. / 50.49639° пн. ш. 30.53889° сх. д.           | Парку «Муромець» до реконструкції  | ~200               | штучне 110 × 66 м                                        | Приймає матчі чемпіонату України з бейсболу. |
| Агрокомбінату «Пуща-Водиця»                     | вул. Полкова, 57                                        | 50°29′40.4″ пн. ш. 30°25′33.6″ сх. д. / 50.494556° пн. ш. 30.426000° сх. д.     | Агрокомбінату «Пуща-Водиця»        | ~200               | земляне                                                  | Приймає всі домашні матчі ФК «Пуща-Водиця» у чемпіонаті Київської області. |
| УК ім. Сухомлинського                           | вул. Митрополита Шептицького, 5-а                       | 50°27′27.1″ пн. ш. 30°35′14.4″ сх. д. / 50.457528° пн. ш. 30.587333° сх. д.     | УК ім. Сухомлинського              | 100                | штучне 95 × 60 м                                         | Приймає матчі студентських змагань. |
| «Чайка» («Наша Оболонь»)                        | вул. Північна, 5                                        | 50°31′16.4″ пн. ш. 30°36′2.5″ сх. д. / 50.521222° пн. ш. 30.600694° сх. д.      | «Чайка»                            | ~100               | 2 земляні 102 × 72 м                                     | Приймає матчі чемпіонату Києва. Має 2 поля. |
| «Юніор» (школи № 308)                           | вул. Градинська, 6-б                                    | 50°31′16.4″ пн. ш. 30°36′2.5″ сх. д. / 50.521222° пн. ш. 30.600694° сх. д.      |                                    | ~100               | гарове 92 × 48 м                                         | Приймає матчі чемпіонату Києва. |
| КВПУМКІТ (ПТУ-40)                               | просп. Курбаса, 2-а                                     | 50°26′0.1″ пн. ш. 30°23′46.1″ сх. д. / 50.433361° пн. ш. 30.396139° сх. д.      | КВПУМКІТ                           | 80                 | земляне 90 × 60 м                                        | Приймає матчі чемпіонату Києва. |
| «Olympic Village»                               | Дніпровське шосе, 26 км Новообухівського шосе           | 50°15′33.0″ пн. ш. 30°33′20.4″ сх. д. / 50.259167° пн. ш. 30.555667° сх. д.     |                                    | 64                 | трав'яне 105 × 64 м                                      | Приймає матчі аматорських змагань. |

↑  Трибуни стадіону «Наука» знаходяться в занедбаному стані та можуть прийняти незначну кількість глядачів.

## Колишні стадіони
| Назва                              | Адреса                 | Координати                                                                  | Фото                     | Кількість глядачів | Використання |
| ---------------------------------- | ---------------------- | --------------------------------------------------------------------------- | ------------------------ | ------------------ | --- |
| Спортивне поле                     | вул. Дика              | 50°27′33.2″ пн. ш. 30°29′25.4″ сх. д. / 50.459222° пн. ш. 30.490389° сх. д. | Спортивне поле           | 4750               | Приймав змагання Першої Всеросійської спортивної олімпіади. Згорів у 1917 році. |
| Верстатобудівного заводу («Олімп») | вул. Кулібіна, 11      | 50°27′18.3″ пн. ш. 30°24′6.1″ сх. д. / 50.455083° пн. ш. 30.401694° сх. д.  | Верстатобудівного заводу | 1000               | На місці стадіону в 2010-х збудовані тенісні корти та міні-футбольні поля. |
| «Авангард-Хімволокно»              | вул. Магнітогорська, 1 | 50°27′16.6″ пн. ш. 30°38′10.8″ сх. д. / 50.454611° пн. ш. 30.636333° сх. д. |                          | 500                | Приймав матчі чемпіонату Києва. Проданий забудовнику у 2010 році. |
| «Дніпро»                           | вул. Щорса, 30         | 50°25′36″ пн. ш. 30°31′53″ сх. д. / 50.42667° пн. ш. 30.53139° сх. д.       |                          | ~500               | Стадіон заводу «Радар» (колишній «Комуніст»). Забудований близько 2006 року. |
| «Авангард»                         | вул. Мельникова, 46-а  | 50°28′30.9″ пн. ш. 30°27′22.2″ сх. д. / 50.475250° пн. ш. 30.456167° сх. д. | «Авангард»               | 0                  | Споруджений на місці цвинтаря, трибуни і прилеглий спорткомплекс так і не були добудовані. У жовтні 2011 року на його місці закладено перший камінь меморіалу «Бабин Яр». 29 вересня 2020 на місці стадіону відкрито інсталяцію «Дзеркальне поле» |